# Mauricio Aceves
Mauricio Aceves est un boxeur mexicain né le 18 décembre 1960 à Mexico.

## Carrière
Passé professionnel en 1979, il devient le premier champion du monde WBO des poids légers le 6 mai 1989 en battant aux points lors de leur second combat Amancio Castro. Aceves conserve son titre face à Oscar Bejines puis s'incline à deux reprises contre Dingaan Thobela en 1990. Il met un terme à sa carrière en 1996 sur un bilan de 26 victoires, 16 défaites et 1 match nul.